# 扬州之战 (1275年)
扬州之战，1275年（南宋德祐元年、元世祖至元十二年）至1276年（南宋德祐二年、元世祖至元十三年），宋元战争中，元朝将领阿朮长久围困宋扬州的作战。
丁家洲之战后，宋军精锐损失惨重，沿江州县纷纷降元，淮东制置使李庭芝、都统姜才守扬州，坚持抗元。1275年三月，荆湖行省左丞相伯颜率军进占建康府（今南京）。镇江府（今江苏镇江）、常州、平江府（今江苏苏州）、广德（今安徽省广德）相继降元。忽必烈为切断临安（今杭州）与两淮的联系，令平章政事阿朮率军攻扬州，又命昂吉儿进兵淮西，驻守和州（今安徽省和县）与淮东都元帅博罗欢一起牵制淮东宋军。
四月十九日，阿朮渡过长江后，先使人到扬州招降，被李庭芝斩使焚诏拒绝。继而进攻真州（今江苏仪征），于老鹳嘴（真州东）击败宋军，进占瓜洲（今扬州南）。瓜洲地处运河入江口，与镇江斜对，是控扼长江、运河的要地，也是扬州宋军入江的必由之地。李庭芝为坚壁清野，早已焚烧瓜洲民舍，强迁其民入扬州。阿朮率军至，乃造楼橹。安置营栅、修战具，屯兵成守。四月二十九日，阿朮率军攻扬州，与宋将姜才于三里沟（扬州西南）、扬子桥（今扬州南）展开激战，姜才战败，退入城中坚守。元军多次攻打不克，于是自瓜洲经扬子桥，东北跨湾头至黄塘，西北至丁村堡，筑长围行久困，并于扬子桥立木栅、于湾头（今扬州东北）筑堡，以绝通州（今江苏南通）、泰州、宝应、高邮军（今江苏高邮）等地援军和粮运。
六月二十七日，李庭芝应总都督府诸军张世杰之约，拟出兵瓜洲会师抗元，派姜才率军出击，与元军在扬子桥交战，宋军大败，未能突破封锁。九月十七日，姜才率步骑一万五千人，攻元湾头堡，被阿朮、阿塔海击败。
1276年二月，宋恭帝降元，元军持太皇太后手谕招降，被李庭芝严词拒绝，姜才发弩射使者，将其击退。闰三月，元军押送宋恭帝及太后北行至瓜洲，李庭芝、姜才率兵四万夜攻瓜洲，想要夺回两宫。激战三时，元军拥宋恭帝而去。四月至六月，扬州城中缺粮，姜才曾多次攻打灣头堡及丁村堡，接应粮运，均被元军击退。七月，在福州建立流亡政权的宋端宗，遣使任命李庭芝为少保、左丞相，任命姜才为龙神四厢都指挥使、保康军承宣使，召他们入卫。李庭芝留下朱焕守扬州，与姜才共率七千兵东至泰州，想要取道通州泛海南下，不料朱焕以扬州降元，阿朮率军追至泰州将其包围，并派人招降。适姜才因病不能作战，裨将孙贵、胡惟孝等开城门投降。李庭芝、姜才被俘虏，押回扬州，不降被杀，元军占扬州后，通州、滁州、高邮军等州县相继投降，淮东尽为元军所占。